# Massacre de Tel al-Zaatar
Guerre du Liban

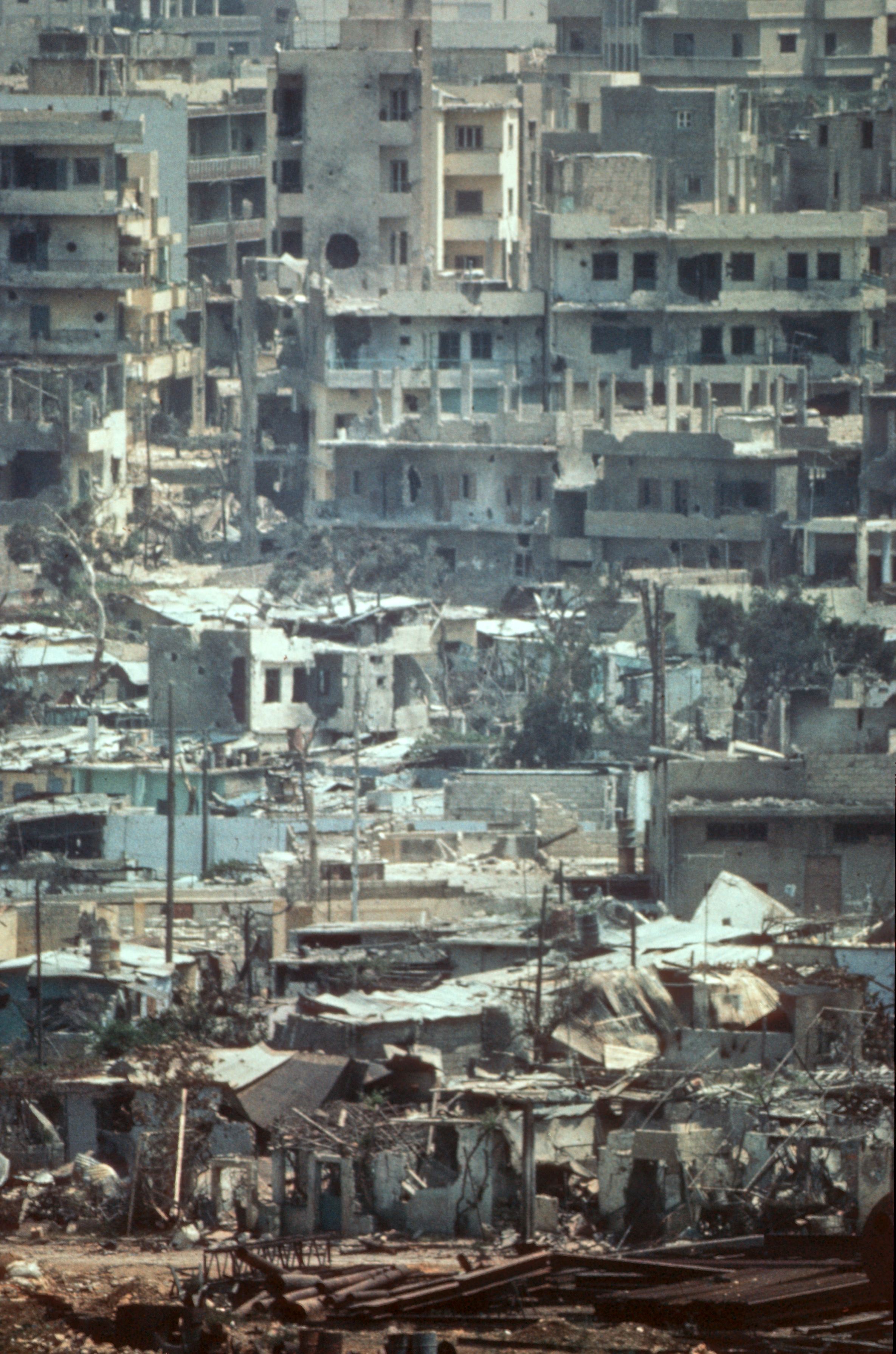
Camp de Tel al- Zaatar détruit (archives du CICR)

Le massacre de Tel al-Zaatar a eu lieu pendant la guerre civile libanaise, le 12 août 1976. Tel al-Zaatar (« la colline du Thym », en français) était un camp de réfugiés palestiniens administré par l'UNRWA d'environ 50 000 à 60 000  au nord-est de Beyrouth. Le massacre fut commis par des  factions chrétiennes. Il se solda par plus de 2 000 morts.

## Contexte
Les Palestiniens ont commencé à s'installer au Liban après la guerre israélo-arabe de 1948. Leur présence s'y est accentuée lorsque les  Jordaniens les ont obligés en partie à quitter leur pays en 1970. Les Palestiniens ont créé des enclaves au Liban dont plusieurs autour de Beyrouth. Celle de Tel al-Zaatar est l'une de celles-là. Le camp se situe dans le secteur libanais chrétien et il est peuplé majoritairement de chrétiens palestiniens.  
« En avril 1975, la guerre éclate au Liban. Les réfugiés palestiniens s'y impliquent en première ligne. Dès le début des combats, ils deviennent des belligérants actifs, pour lesquels les camps sont des refuges essentiels. C'est d'ailleurs par une fusillade entre des fedayyin palestiniens et des milices chrétiennes libanaises le 13 avril 1975 que l'on date le début du conflit », fusillade au cours de laquelle les phalangistes attaquent un bus palestinien. L'antagonisme entre les Palestiniens d'une part, et les Libanais surtout chrétiens d'autre part, constitue une des dimensions essentielles de la guerre civile libanaise selon Samir Kassir : la présence palestinienne est en fait un catalyseur qui accentue les dissensions au sein du système politique libanais. 
L'opposition la plus radicale à la présence palestinienne est le fait des milices chrétiennes phalangistes, qui voient les Palestiniens comme un État dans l'État, les camps palestiniens, de plus en plus militarisés, échappant au contrôle des autorités du pays. Les phalangistes entreprennent de conquérir les zones palestiniennes enclavées dans leur secteur. « Le 29 juin 1976, le petit camp palestinien de Jisr al-Bacha, en majorité chrétien, tombe ». Les combattants phalangistes s'en prennent aussi au même moment à des zones musulmanes libanaises (non palestiniennes) présentes dans les zones majoritairement chrétiennes qu'ils souhaitent « homogénéiser », tel le quartier chiite de Nabaa, qu'ils occupent le 5 août 1976. 
Les Palestiniens étaient passés également à l'offensive. En janvier 1976, ils avaient attaqué la ville de Damour et massacré la plupart des Libanais chrétiens qui y habitent, avant la bataille de Tel al-Zaatar.

## Le siège et le massacre

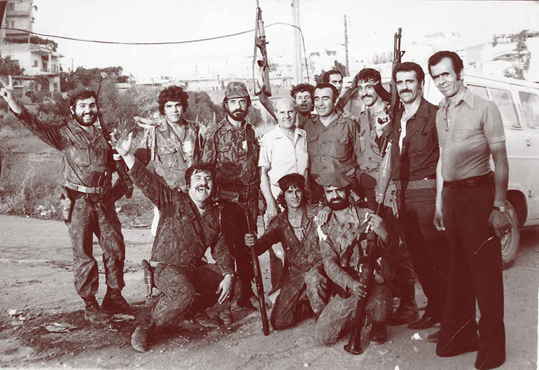
Le commandant de la Phalange William Hawi (au centre) avec ses combattants pendant le siège

Tel al-Zaatar est assiégé par les chrétiens phalangistes à partir du 22 juin. Les chefs des milices chrétiennes, Dany Chamoun au début et Bechir Gemayel par la suite  dirigent les opérations.
Tel al-Zaatar est alors une véritable forteresse, un camp militaire retranché. C'est pourquoi les Palestiniens réussissent à tenir près de deux mois. D'ailleurs, au cours des derniers mois, ils s'étaient dotés de milliers de roquettes anti-chars, ce qui incite à penser qu'ils cherchaient à se défendre bien plus contre une attaque de l'armée libanaise que contre un raid israélien. 
Les Palestiniens, pris dans un piège, demandent l'aide de Yasser Arafat mais il est déjà trop tard . Le 11 août, menacés par la famine et le manque de plus en plus flagrant de munitions, ils se rendent sur les conseils même d'Arafat. L'accord prévoit l'évacuation par la Croix-Rouge de tous les habitants y compris les combattants. Mais le lendemain, 12 août, les milices chrétiennes entrent dans Tel al-Zaatar et massacrent tous les Palestiniens qu'elles rencontrent. Il y aura en tout 2 000 morts. Selon Amnon Kapeliouk, il s'agit de l'un des plus terribles massacres de l'histoire palestinienne. Tel al-Zaatar est brûlé et détruit.

## Le rôle de la Syrie
Les chrétiens libanais reçoivent l'appui militaire de la Syrie, dont l'armée entre au pays du Cèdre dès le 31 mai 1976. Selon Alain Ménargues « la Syrie persuada discrètement les chrétiens qu'ils étaient en danger et se présenta en recours. Hafez al-Assad déclara publiquement le 12 avril 1976 être disponible pour venir en aide aux chrétiens ». et le chef du parti phalangiste, Pierre Gemayel, se dit favorable à cette intervention. 
Selon Mohamed Kamel Doraï, « les forces chrétiennes conservatrices qui s’emparent des camps palestiniens de Beyrouth-Est en 1975-1976 sont soutenues par la Syrie. La logique  du pouvoir syrien est de barrer la route aux Palestino-progressistes. En effet, Hafez el Assad veut alors éviter une invasion israélienne, qui aurait lieu si le Mouvement national libanais allié aux Palestiniens prenait le pouvoir au Liban. L'armée libanaise ne pourrait alors pas faire face à un ennemi plus puissant et mieux armé ». En octobre 1976, une « force de dissuasion arabe » formée en majorité de soldats syriens, composée de 30 000 hommes, s’installe au Liban. 
En fait, Ariel Sharon, ministre de guerre israélienne, divulgue devant la presse le 22 septembre 1982, lors de l’invasion israélienne du Liban, que des officiers israéliens avaient participé au massacre de Tell al-Zaatar avec l’autorisation du gouvernement travailliste israélien, et alors que ce camp était complètement assiégé par l’armée syrienne, ce qui sous-entend une coopération Israelo-syrienne dans ce massacre[Information douteuse].
De même, selon Charles Saint-Prot, « le camp de Tel al-Zaatar est assiégé par les milices maronites avec l'aide de l'armée syrienne », de sorte que le divorce sera consommé à ce moment entre Hafez el Assad et l'OLP. Charles Saint-Prot rappelle qu'à la même époque, jusqu'en octobre 1976, l'armée syrienne s'oppose militairement aux forces palestiniennes dans d'autres régions libanaises, dans la Bekaa, au Sud et dans le Chouf.
Arafat commente ainsi le silence arabe lors de l'oraison funèbre des victimes : « Le monde arabe se trouve aujourd'hui à l'un des degrés les plus bas de son histoire. Aucun pays ne s'est porté à notre aide. C'est une honte ! Voilà pourquoi le peuple palestinien a besoin d'un État indépendant afin de pouvoir se défendre ».
Les troupes syriennes restent dans le pays afin de s'assurer de leur mainmise sur lui.

## Dans la culture
- Tall al-Zaatar, film libanais de Moustafa Abou-Ali, Pino Adriano, Jean Chamoun, 1977[15].

- Richard Millet dans son récit autobiographique La Confession négative, décrit son engagement militaire au sein des Phalanges libanaises et sa participation à la Bataille de Tel al-Zaatar[16].